# Endre Fülei-Szántó
Endre Fülei-Szántó (1924) es un lingüística humanidades húngaro.

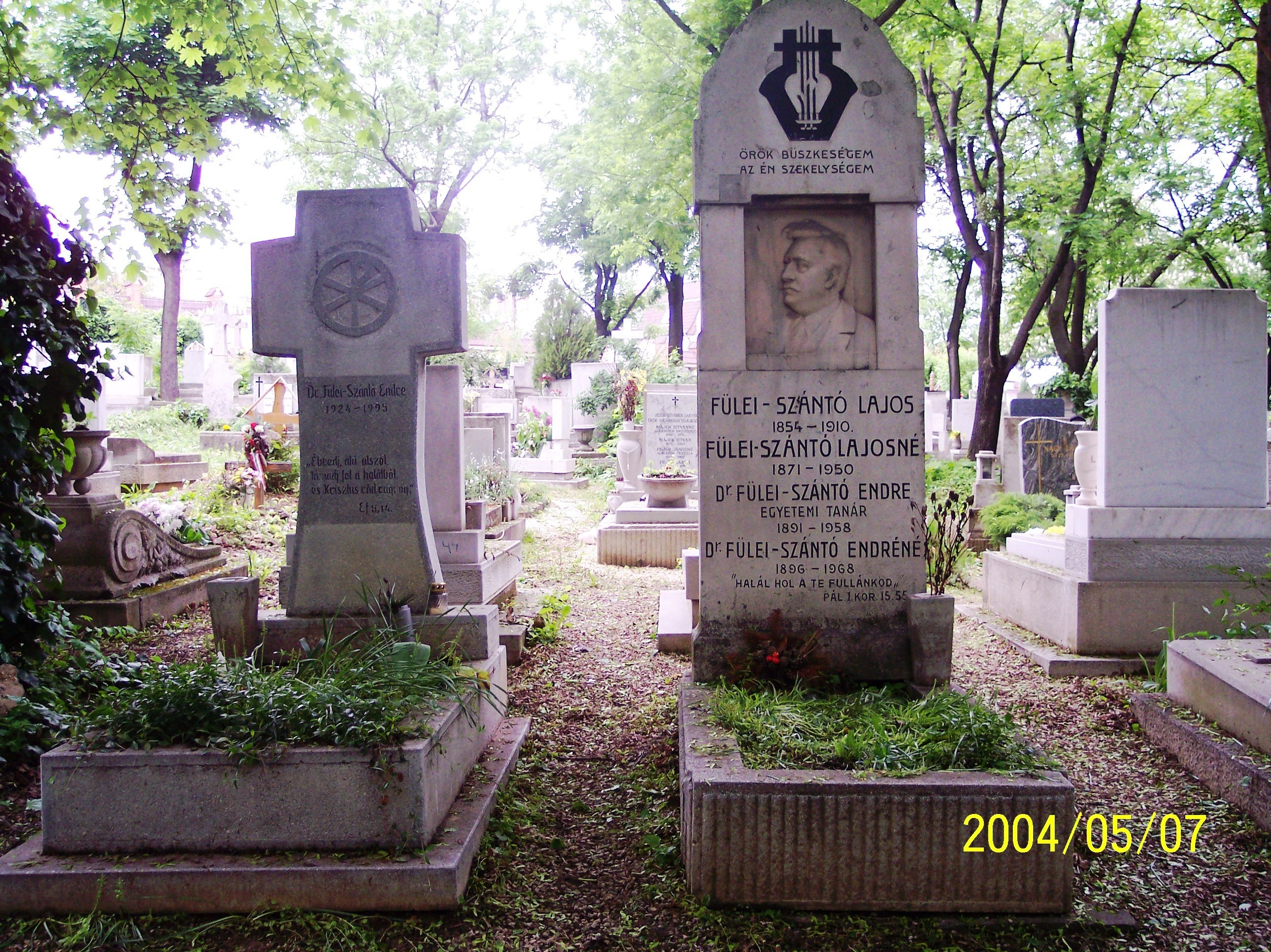
La tumba de Endre Fülei-Szántó y sus padres y abuelos en el cementerio de Farkasréti Budapest

## Biografía
Su padre Endre Fülei-Szántó (1890-1958) fue abogado, profesor universitario, escritor, de Transilvania; su abuelo fue Lajos Fülei Szántó, escritor, poeta, publicista. Su bisabuelo era un maestro del oficio, estudió en Alemania y luego regresó a su casa en Odorheiu Secuiesc. Su madre era traductora literaria.
Sus padres fueron deportados en 1951 y su padre encarcelado. De su primera esposa, Frigyesy Olga, nacieron sus hijos. András (1964-) y Éva (1968-) Nietos. En 1944 se convirtió en estudiante de Derecho, y en 1948 se doctoró en Derecho y Ciencias Políticas en la Universidad Eötvös Loránd de Pázmány Péter.
En 1944-45, fue miembro de la resistencia, realizando un trabajo político cada vez más desesperado dentro del grupo juvenil del Partido de los Pequeños Propietarios. Se licenció en filosofía y psicología, obtuvo un máster en francés y estudió dos semestres de economía.Fue detenido en 1948. Entre 1948 y 1956 estuvo en la cárcel de Vác durante 8 años. Desde los acusados del juicio de Rajk hasta los veteranos de la guerra civil española, fue puesto en una celda con muchos otros. Así es como aprendió el español. Sus profesores de español en la cárcel fueron Pál Ignotus, József Hatvany, László Mátyás,  Béla Szász. Tras su liberación, trabajó como obrero durante 6 años. En 1962, fue admitido en la Universidad de Economía Marx Károly para enseñar idiomas. Fue profesor de alemán, español, francés e inglés en el Instituto de Idiomas de la Universidad de Economía y Empresa de Budapest. En 1965 obtuvo el título de profesor de español de secundaria y en 1983 el de profesor de inglés de secundaria en Universidad Eötvös Loránd Se doctoró en 1971. 
Desde 1982 es profesor del Departamento de Lengua Húngara de la Universidad Janus Pannonius. Entre 1986 y 1990 pasó cuatro años como profesor visitante en la Universidad de Bucarest.
Ha organizado y acogido numerosas conferencias y cursos internacionales y nacionales, tanto en calidad de conferenciante como de profesor. Es copresidente de la PEK (Asociación de Presos Políticos: 1945-56) desde 1991 y miembro de su comité ejecutivo desde 1992. Fue miembro del comité ejecutivo de la Federación Mundial de Húngaros. En 1992 fue elegido Presidente de Honor de la Sociedad de Amistad Hispano-Húngara de Pécs. En 1993 fue elegido Presidente de la HONT (Asociación Internacional de Profesores de Estudios Húngaros)
En 1992, en vida, se le concedió la Orden del Mérito de la República de Hungría.